# Вейгерово
Вейгеро́во (пол. Wejherowo, каш. Wejrowò, нім. Neustadt) — місто в Гданській Померанії, на річці Реда, північна Польща, з населенням 48 735 осіб (2021).
З 1999 року — адміністративний центр Вейгеровського повіту Поморського воєводства; раніше — місто Гданського воєводства (1975–1998).
У 2022 р. у знак солідарності з Україною, яка борониться від російської агресії на ратуші Вейгерово поруч з польським було піднято український прапор.

## Географія
Вейгерово розташоване у Помералії, в етнокультурному регіоні Кашубія, за 32 км на схід від Лемборка та за 35 км NW від регіонального мегаполіса — Гданська, у широкій льодовиковій долині річки Реда на висоті 30 м над рівнем моря.

## Історія

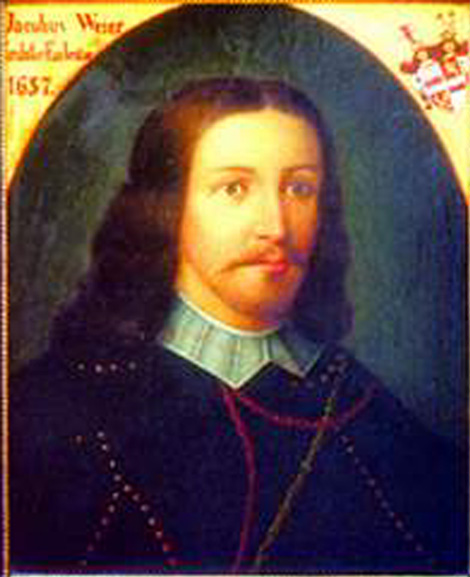
Якуб Вейгер, засновник Вейгерово

Вейгерово було засновано в 1643 році як Вейгерова Воля воєводою Мальбокського воєводства та польським шляхтичем Якубом Вейгером. 
У розмовній німецькій мові того часу воно транслітерувалось як нім. Weihersfrey або нім. Veyersfrey. 
Відповідно до заповіту засновника, жителі нового поселення мали такі ж міські права, як і інші міста регіону, тому місцем було надано Кульмське право. 
Привілеї міста, здобуті в 1655 році, підтвердив польський король Ян II Казимир Ваза.
Вейгер, який пережив Смоленську війну, збудував у новому поселенні дві церкви (Святої Трійці та Святої Анни). 
Він також привів отців-францисканців, побудував монастир і заснував Кальварію, що складалася з 26 каплиць, розташованих уздовж межі міського лісу, які були побудовані протягом 1646–55 років. 
Згідно з письмовою заявою засновника від 1655 року, всі почесні особи, незалежно від їх національності, запрошувалися стати громадянами нового поселення, якщо вони будуть платити громадянський збір у розмірі десяти гульденів кожен.

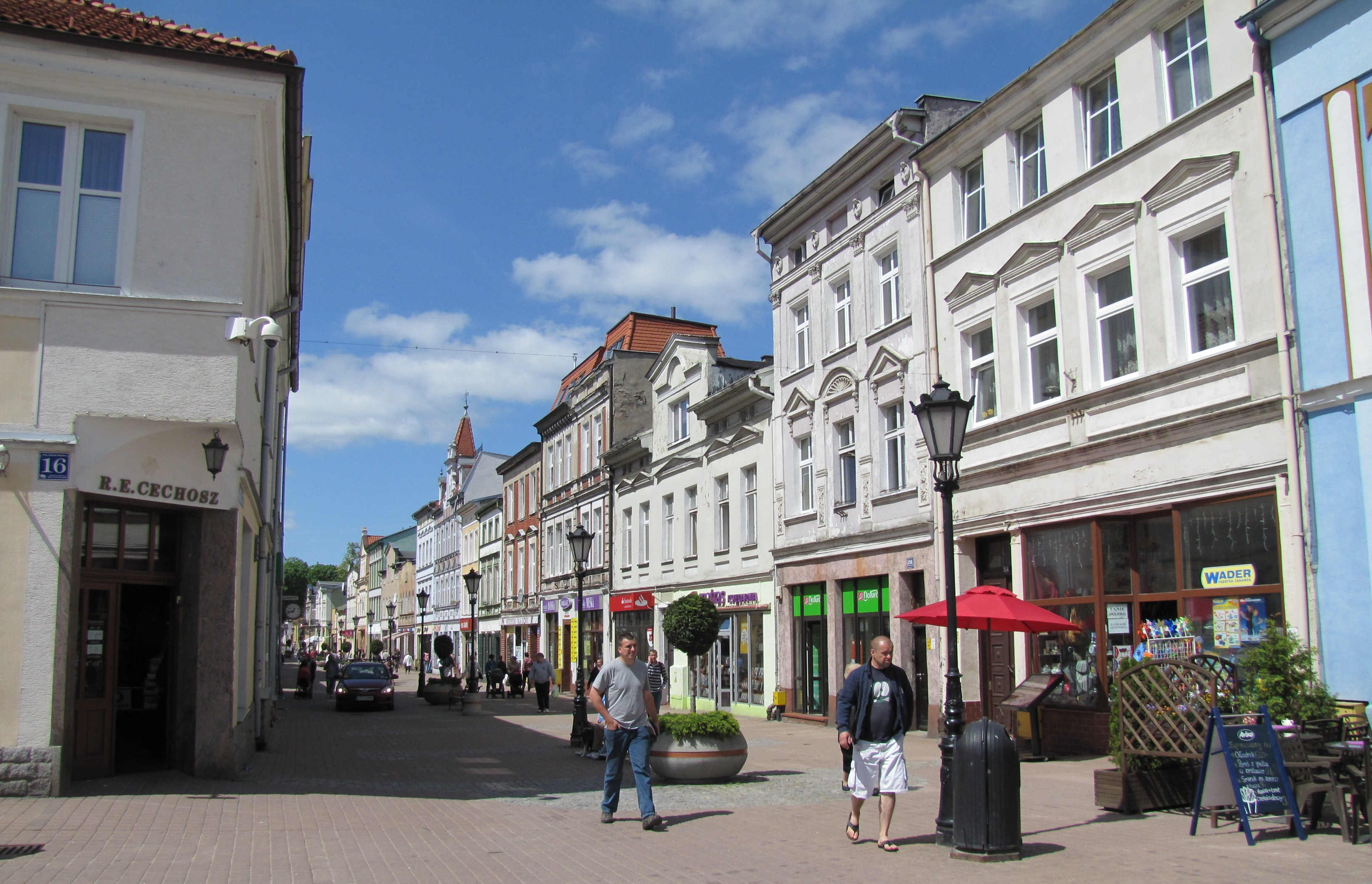
Історична архітектура Старого міста

Під час Першого поділу Польщі в 1772 році, під час якого Королівство Пруссія анексувало більшу частину Померелії, місто було включено до складу Королівства та підпорядковано новій провінції Західна Пруссія. 
Його назва німецькою мовою змінилася з нім. Weyersfrey на нім. Neustadt im Westpreußen, назва, яка використовувалася й раніше. 
До назви міста було додано додаток «у Західній Пруссії», щоб уникнути плутанини з низкою інших міст з такою ж назвою. 
Вирішальними факторами, які прискорили розвиток міста в XIX столітті, були заснування в 1818 році адміністративного району Ландкрайс Нойштадт, і будівництво залізниці Данциг — Штеттін, на якій було споруджено станцію Нойштадт в 1870 році. Нойштадт увійшов до складу Німецької імперії в 1871 році під час об’єднання Німеччини під проводом Пруссії. 
Кашуби і поляки становили приблизно 59,3% населення районної території міста в цей час. 
 
Проте саме місто було переважно німецьким.
За переписом 1910 року в місті проживало 9804 жителі, з яких 6970 (71%) були німці; 2421 (25%) були кашубами та 394 (4%) поляками. 

У 1905 році в Нойштадті були протестантська церква, дві католицькі церкви, синагога, гімназія, підготовча школа до училища для вчителів, училище для вчителів євангельських шкіл, психіатричний будинок, місцевий суд, лісництво, сигаретні фабрики, лісопильні заводи, пивоварня, торгівля худобою та деревиною, а також торгівля зерном. 
 
Під німецькою орудою проводилась кампанія германізації проти місцевого польського та кашубського населення, яке чинило опір шляхом організації таємної патріотичної організації Zwiazek Filomatów, розповсюдження польської газети Gazeta Gdańska та створення різноманітних місцевих економічних ініціатив. 

До 1919 року Нойштадт належав до адміністративної області Данциг у провінції Західна Пруссія в Німеччині. Після Першої світової війни та відновлення незалежної Польщі місто увійшло до складу Другої Польської Республіки. 
Вейгерово було столицею Вейгеровського повіту Поморського воєводства, ставши штаб-квартирою державної адміністрації, відповідальної за морське господарство. 
У 1923–1928 рр. у Вейгерово існував спеціальний виховний центр, у якому проживало та здобувало освіту близько 300 польських сиріт, які були врятовані з охопленого війною Сибіру за допомогою Японії в 1920–1922 рр. 

## Клімат
| Місяць                      | Січ | Лют | Бер | Квіт | Трав | Черв | Лип | Сер | Вер | Жов | Лис | Груд | Середньорічна |
| --------------------------- | --- | --- | --- | ---- | ---- | ---- | --- | --- | --- | --- | --- | ---- | ------------- |
| ср. висока температура [°C] | +1  | 0   | +3  | +10  | +16  | +20  | +22 | +20 | +18 | +12 | +6  | +2   | +11           |
| ср. низька температура [°C] | −6  | −5  | −2  | +1   | +5   | +9   | +13 | +11 | +8  | +5  | +1  | −1   | +3            |
| Опади [мм]                  | 40  | 30  | 20  | 30   | 50   | 60   | 80  | 90  | 60  | 50  | 40  | 50   | 660           |

## Демографія
Демографічна структура станом на 31 березня 2011 року:
|          | Загалом | Допрацездатний вік | Працездатний вік | Постпрацездатний вік |
| -------- | ------- | ------------------ | ---------------- | -------------------- |
| Чоловіки | 24088   | 5301               | 16376            | 2411                 |
| Жінки    | 25834   | 5094               | 15355            | 5385                 |
| Разом    | 49922   | 10395              | 31731            | 7796                 |

## Транспорт

### Автобуси
Автобусні перевезення у місті здійснює «MZK Wejherowo», що забезпечує перевезення 17 автобусними лініями.
У місті також є автобусна лінія J (Вейгерово-Шпиталь — Румія-Партизанов), організована ZKM Гдиня.

### Залізничний транспорт
Через Вейгерово прокладена залізниця № 202 (Гданськ - Старгард). 
У місті перетинаються залізниці Берлін — Щецин — Кошалін — Слупськ — Вейгерово — Гдиня та, наразі закрита, Вейгерово — Гарчерце. 
Вейгерово сполучено з Тримістом швидкісною міською залізницею, що обслуговує дві пасажирські зупинки та станцію Вейгерово.
Наразі в місті є залізнична станція та дві діючі пасажирські зупинки:
- Вейгерово — залізнична станція, побудована в 1870 році;
- Вейгерово-Наніце — пасажирська платформа, побудована в 1950 році;
- Вейгерово-Смєхово — пасажирська платформа, побудована в 1950 році

### Автостради
У Вейгерово перетинаються кілька важливих доріг:
- національна дорога № 6: Щецин - Голенюв - Кошалін - Слупськ - Лемборк - Вейгерово - Реда - Румія - Гдиня - Гданськ
- провінційна дорога № 218: Крокова - Вейгерово - Хващино - Гданськ
- провінційна дорога № 224: Вейгерово - Шемуд - Пжодково - Картузи - Єгертово - Нова Карчма - Скаршеви - Ґодзішево - Тчев

### Повітряний транспорт
У 1985 році була відкрита санітарна злітно-посадкова смуга, розташована на вул. Ягальського.